# Hathrometra
Hathrometra är ett släkte av sjöliljor som beskrevs av A.H. Clark 1908. Hathrometra ingår i familjen fjäderhårstjärnor.
Kladogram enligt Catalogue of Life och Dyntaxa:
| Hathrometra | \| \| Hathrometra prolixa \| \| \| \| \| \| spenslig fjäderstjärna \| \| \| \| \| \| Hathrometra tenella \| \| \| \| |
|             | \| \| Hathrometra prolixa \| \| \| \| \| \| spenslig fjäderstjärna \| \| \| \| \| \| Hathrometra tenella \| \| \| \| |
|             | Antedon |
|             | |
|             | Argyrometra |
|             | |
|             | Erythrometra |
|             | |
|             | Florometra |
|             | |
|             | Helenametra |
|             | |
|             | Heliometra |
|             | |
|             | Hypalometra |
|             | |
|             | Leptometra |
|             | |
|             | Nanometra |
|             | |
|             | Psathyrometra |
|             | |
|             | Retiometra |
|             | |
|             | Stylometra |
|             | |
|             | Thaumatometra |
|             | |
|             | Tonrometra |
|             | |
|             | Hathrometra prolixa                                                                                                  |
|             | |
|             | spenslig fjäderstjärna                                                                                               |
|             | |
|             | Hathrometra tenella                                                                                                  |
|             | |

|  | Hathrometra prolixa    |
|  |                        |
|  | spenslig fjäderstjärna |
|  |                        |
|  | Hathrometra tenella    |
|  |                        |